# ATP Challenger Baotou
Das ATP Challenger Baotou (offizieller Name: International Challenger Baotou) war ein Tennisturnier in Baotou, China, das 2019 einmalig ausgetragen wurde. Es war Teil der ATP Challenger Tour und wurde in der Halle auf Sand ausgetragen.

## Liste der Sieger

### Einzel
| Jahr | Sieger          | Finalgegner      | Ergebnis |
| ---- | --------------- | ---------------- | -------- |
| 2019 | James Duckworth | Mukund Sasikumar | 6:4, 6:3 |

### Doppel
| Jahr | Sieger                   | Finalgegner                           | Ergebnis  |
| ---- | ------------------------ | ------------------------------------- | --------- |
| 2019 | Nam Ji-sung Song Min-kyu | Teimuras Gabaschwili Mukund Sasikumar | 7:63, 6:2 |